# Aspidistra cavicola
Aspidistra cavicola är en sparrisväxtart som beskrevs av Ding Fang och K.C.Yen. Aspidistra cavicola ingår i släktet Aspidistra och familjen sparrisväxter. Inga underarter finns listade i Catalogue of Life.